# Psalistops zonatus
Psalistops zonatus là một loài nhện trong họ Barychelidae. Loài này phân bố ờ Venezuela.